# Albese con Cassano
Albese con Cassano es una localidad y municipio italiano de la provincia de Como, región de la Lombardía, con 4.029 habitantes.

## Evolución demográfica
| Gráfica de evolución demográfica de Albese con Cassano entre 1861 y 2001 |
|                                                                          |
| Fuente ISTAT - elaboración gráfica de Wikipedia                          |